# Monnetier-Mornex
Monnetier-Mornex este o comună în departamentul Haute-Savoie din sud-estul Franței. În 2009 avea o populație de 2.163 de locuitori.

## Evoluția populației
| An        | 1975  | 1982  | 1990  | 1999  | 2006  | 2009  |
| --------- | ----- | ----- | ----- | ----- | ----- | ----- |
| Populație | 1.429 | 1.530 | 1.794 | 1.792 | 2.006 | 2.163 |